# الجماعة الأحمدية في لاهور

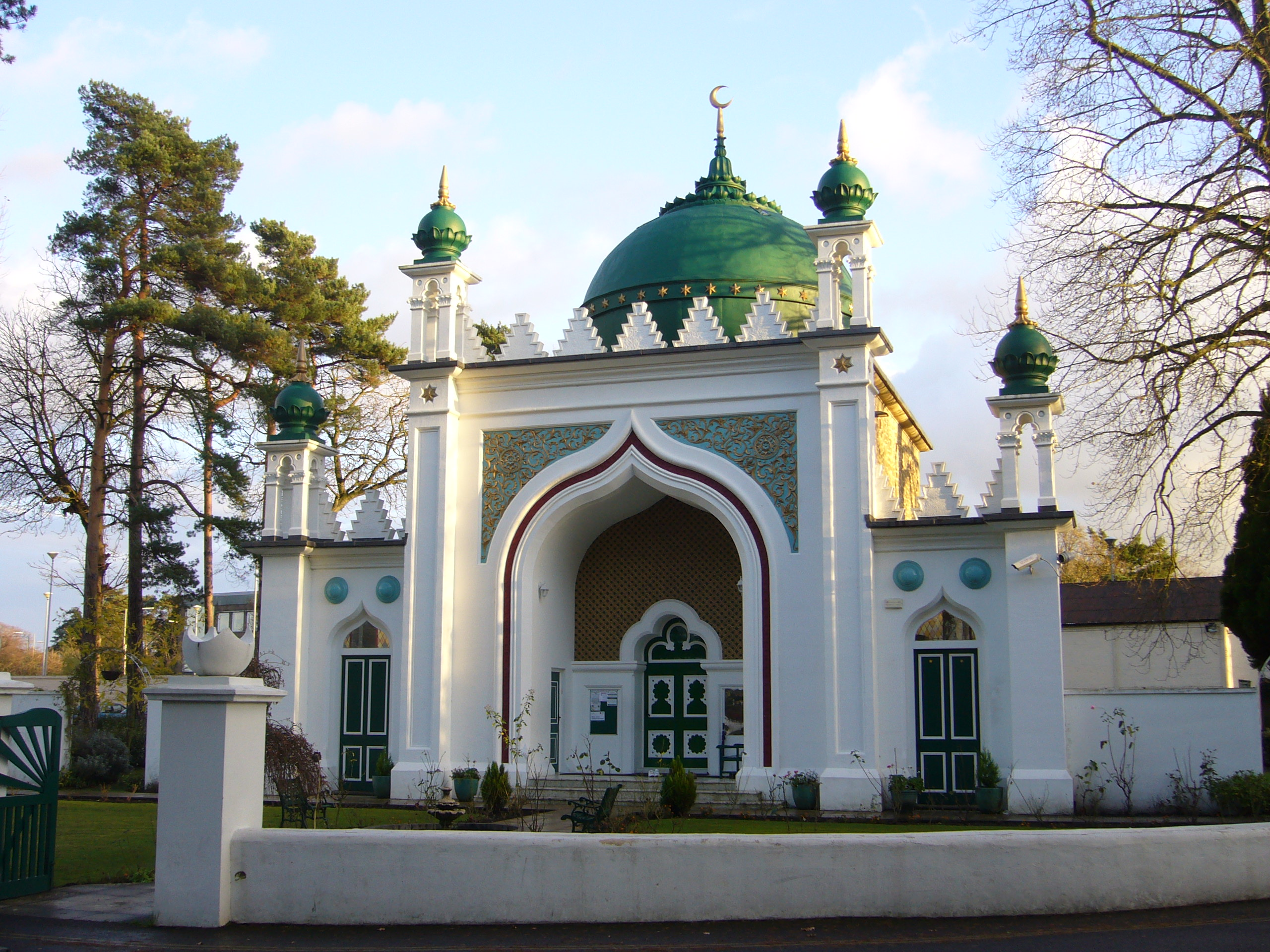

حركة الأحمدية في لاهور أو الجماعة الأحمدية اللاهورية ((بالأردية: احمدیہ انجمنِ اشاعتِ اسلام)) هم طائفة إسلامية تجديدية (يبلغ عددهم حوالي 30 ألف فرد (5-10000 الباكستانيين)) وتؤمن بميرزا غلام أحمد مجددا الدين. أحمديون لاهوريون قد شكلوا طائفتهم استناداً إلى الخلافات عميقة حول دور ميرزا غلام أحمد.

## خلفاء الجماعة
- محمد علي (كاتب)
- مولانا الصدر الدين
- سعيد أحمد خان  [لغات أخرى]‏
- اصغر حميد
- عبد الكريم سعيد باشا

## الوصلات الخارجية
- موقع إسلام احمدية الأحمدية اللاهورية